# Weitisberga
Weitisberga ist ein Ortsteil der Stadt Wurzbach im Saale-Orla-Kreis in Thüringen.

## Geografie
Der Ort Weitisberga liegt auf einem von der Kleinen und der Großen Sormitz umflossenen Gebirgsstock des Südostthüringer Schiefergebirges auf 590 m über NN. Die Gemarkung dieser Hochebene umfasst 532 Hektar. Über die Landesstraße 1097 und die Bundesstraße 90 ist der Ort mit den umliegenden Orten und Städten verbunden.

## Geschichte
Die urkundliche Ersterwähnung datiert vom 18. Januar 1380. Die 1610 erbaute Kirche St. Veit oder St. Martin ist sehenswert; nach ihr ist auch der Ort benannt. Seit 1544 wurde der Silberbergbau im Dorf betrieben. Bis 1920 gehörten zwei Drittel des Dorfes dem Haus Reuß und ein Drittel den Schwarzburgern. Der schwarzburgische Anteil bildete zusammen mit Heberndorf eine Exklave, die zum Leutenberger Gebiet der Oberherrschaft des Fürstentums bzw. Freistaats Schwarzburg-Rudolstadt gehörte (ab 1850 zum Landratsamt Rudolstadt). Der reußische Anteil gehörte zur Herrschaft Lobenstein (Linie Reuß-Lobenstein). 1848 kam dieser zum Fürstentum Reuß jüngerer Linie, ab 1852 zum Landratsamt Schleiz und 1919 zum Volksstaat Reuß.
Das landwirtschaftlich geprägte Dorf ging zur Zeit der DDR den Weg der ostdeutschen Agrarpolitik, fand aber nach der Wiedervereinigung neue Formen der Arbeit auf dem Lande. Das Waldbad ist ein gefragtes Objekt für Urlauber. Es wohnen 144 Bürger im Dorf.